# Fria världen 1.989
Fria världen 1.989 är ett album från 1989 av den svenska sångerskan Eva Dahlgren. Albumet producerades av Anders Glenmark.
Forskaren Hillevi Ganetz, som studerat Dahlgrens texter, skriver att albumet "Fria världen 1.989" är "det album där temat människans "natur" - frågorna om människans ondska och godhet - kulminerar". Hela fem av albumets tio låtar handlar om dessa frågor och en sjätte låt handlar om döden. Detta gör att albumet framstår som introvert, grubblande och dystert.   
"Ängeln i rummet" gavs dels ut som vinylsingel, med låten "Kyssen" som b-sida. "Kyssen" fanns inte med på vare sig vinyl- eller cd-versionen, och har hittills aldrig givits ut på cd.
"Ängeln i rummet", "Kysser solen" och "Stay" gavs också ut på cd-singel. 
"Kysser solen" och "Stay" gavs ut på vinylsingel, med "Kysser solen" som a-sida och "Stay" som b-sida.

## Låtförteckning
1. "Tårar över jord"
2. "Fria världen"
3. "Ängeln i rummet"
4. "Hjärta av guld"
5. "Stay"
6. "Döden"
7. "Kysser solen"
8. "Skönheten och befriaren"
9. "Glad och lycklig"
10. "Räds ej natten"

## Medverkande musiker
- Text och musik - Eva Dahlgren (förutom "Döden"), Anders Glenmark
- Inspelad i Polar Studios av Lennart Östlund
- Producerad av Anders Glenmark
- Nils Landgren - trombon
- Dave Wilczewski - tenorsax
- Magnus Johansson - trumpet
- Åke Sundqvist - trummor
- Jonas Isacsson - gitarr
- Anders Glenmark - gitarr, keyboard, bas, kör, 6-string bas, slagverk
- Eva Dahlgren - gitarr, bas, percussion, kör
- Stråk av Hovkapellet under ledning av Zahari Mirchen
- Karin Glenmark - kör
- Sanne Salomonsen - duett på "Kysser solen". Kör på "Tårar över jord".

## Listplaceringar
| Lista (1989) | Topplacering |
| ------------ | ------------ |
| Sverige      | 3            |